# Khởi nghĩa Bar Kokhba
Khởi nghĩa Bar Kokhba (132 – 136) do Thầy đạo Simon Bar Kokhba lãnh đạo năm 132 sau Công Nguyên để chống lại Đế quốc La Mã.
Ngày 10 tháng 8 năm 117 sau công nguyên, Vua Hadrianus lên ngôi Hoàng đế La Mã thứ 14 của Đế quốc La Mã. Vua viếng thăm tàn tích Đền thờ Jerusalem. Vua Hadrianus có cảm tình lần đầu tiên đối với người Do Thái và cho phép người Do Thái trở về Jerusalem. Sau đó, vua Hadrianus hứa là sẽ xây dựng lại Đền thờ Jerusalem cho người Do Thái.
Vua Hadrianus muốn xây dựng một ngôi đền thờ đề thờ lạy vị thần La Mã Jupiter (thần thoại) trên đống di tích đổ nát còn sót lại của Đền thờ Jerusalem và Vua Hadrianus muốn thành lập một thành phố mới ở Jerusalem tên là Aelia Capitolina. Đây là nguyên nhân làm cho người Do Thái phản đối vì họ không thể chấp nhận việc thờ tượng hình.
Năm 132, người Do Thái bắt đầu cuộc Khởi nghĩa Bar Kokhba do Thầy đạo Simon Bar Kokhba chỉ huy.
Vua Hadrianus sắp đặt Đại tướng Marcus Claudius Marcellus, tới giúp đỡ Quintus Tineius Rufus. Kết quả là người Do Thái đánh bại cả hai nhà lãnh đạo La Mã là Đại tướng Marcus Claudius Marcellus và Quintus Tineius Rufus.
Vua Hadrianus sắp đặt Sextus Julius Severus, Quintus Lollius Urbicus. Sextus Julius Severus bao vây pháo đài của người Do Thái và ngăn chặn nguồn thức ăn cho đến khi người do thái trở nên yếu dần. Sau đó, Quân đội Đế quốc La Mã tăng cường tấn công người Do Thái.
Trận đấu cuối cùng xảy ra ở Betar. Tường thành bị sụp đổ. Người Do Thái ở Bethar bị giết chết.
Sau khi cuộc nổi dậy bị dập tắt, Vua Hadrianus cấm các hoạt động tôn giáo của người Do Thái như: cắt bao quy đầu, nghiên cứu Kinh Thánh Torah, giữ ngày Sa bát, và cấm những nghi lễ và hoạt động tôn giáo khác.